# 兼井孝之
兼井 孝之（かねい たかゆき、1961年〈昭和36年〉 - ）は、日本のドキュメンタリープロデューサー。関西テレビ放送所属。
和歌山県出身。1985年に関西テレビ放送に入社。当初は経理局や編成局に所属し、報道局に入ったのはそのあとである。FNNのクアラルンプール特派員で海外赴任を経験し、帰国後に報道局デスクなどを歴任した。
2013年11月に放映された『ザ・ドキュメント』の「みんなの学校」は、文化庁芸術祭賞のテレビ・ドキュメンタリー部門大賞やニューヨークフェスティバルドキュメンタリー部門の入賞を獲得、2015年には劇場でも公開された。2015年には阪神・淡路大震災被災者家族を15年をおいて取り上げた『ザ・ドキュメント』のエピソード「想いを伝えて ～阪神淡路大震災・父子が歩んだ20年～」（プロデュース担当）が、日本民間放送連盟賞テレビ報道番組部門優秀賞を受賞した
2021年時点ではコーポレート局担当局長。

## プロデュース作品
- 「類人猿ボノボの棲む森」（2006年）
- 「天のゆりかご」（2009年）
- 「みんなの学校[1]」（2013年）
- 「あの日の父に届いたら　落語　三代目の熱情―[7]」（2017年）